# Dongyangopelta
Dongyangopelta é um gênero de dinossauro da família Nodosauridae. É a única espécie descrita para o gênero é Dongyangopelta yangyanensis. Seus restos fósseis foram encontrados na formação Chaochuan, província de Zhejiang, China.